# Familienrecht
Das Familienrecht ist das Teilgebiet des Zivilrechts, das die Rechtsverhältnisse der durch Ehe, Lebenspartnerschaft, Familie und Verwandtschaft miteinander verbundenen Personen regelt. Daneben regelt es die außerhalb der Verwandtschaft bestehenden gesetzlichen Vertretungsfunktionen: Vormundschaft, Pflegschaft und rechtliche Betreuung.
Ein kontrovers diskutiertes Thema im Familienrecht ist die Absicherung von Kindern in Regenbogenfamilien beziehungsweise die rechtliche Gleichstellung dieser in jeglicher Hinsicht.

## Rechtslage in einzelnen Ländern
Zur Rechtslage in einzelnen Ländern siehe:
- Familienrecht (Deutschland)
- Familienrecht (Österreich)
- Familienrecht (Polen)
- Familienrecht (Singapur)
- Familienrecht (Vereinigte Staaten)